# 理查德·貝利沃

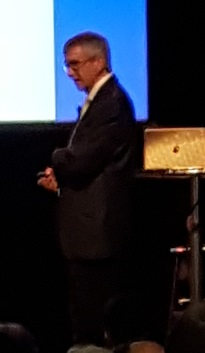
理查德·貝利沃（2016年）

理查德·貝利沃（Richard Béliveau，1953年—）是一名加拿大醫師、學者，為癌症治療及預防的專家。貝利沃1953年出生於加拿大魁北克三河市，現為魁北克大學分子醫學實驗室主任、加拿大聖母堂醫院神經外科研究員、麥基爾大學癌症預防中心研究員、蒙特婁大學醫學院生理學及外科學教授。他與另一名加拿大腫瘤學專家丹尼士·金格拉亞斯（Denis Gingras）著有數本抗癌相關書籍，2010年則與金格拉亞斯合著了《La Mort：Mieux la comprendre et Moins la craindre pour mieux célébrer la vie》（台譯：《談死亡：知性的，理性的，感性的》）一書，從各種角度探索死亡的知識。

## 外部連結
- 個人官方網站 （页面存档备份，存于） （法文）（英文）